# Akana (Assam)
Pour les articles homonymes, voir Akana.
Akana (également connu sous le nom d'Akna) est un village du district de Nalbari dans l'Assam occidental.